# Ancylotrypa magnisigillata
Ancylotrypa magnisigillata är en spindelart som först beskrevs av Hewitt 1914.  Ancylotrypa magnisigillata ingår i släktet Ancylotrypa och familjen Cyrtaucheniidae. Inga underarter finns listade i Catalogue of Life.